# Restrepiopsis ujarensis
Restrepiopsis ujarensis é uma espécie de orquídea (Orchidaceae) que existe da Costa Rica ao Panamá e no Equador.